# Фарбах, Филипп (старший)
Филипп Фарбах старший (нем. Philipp Fahrbach der Ältere ; 26 октября 1815, Вена — 31 марта 1885, там же) — австрийский композитор, дирижёр и музыкант. Отец Филиппа Фарбаха младшего.
С молодости сотрудничал с Иоганном Штраусом и Йозефом Ланнером. Играл на флейте в оркестре Иоганна Штрауса в Вене, позже в 1835 году возглавил собственный музыкальный ансамбль, который следовал традициям оркестра Штрауса; сочинял танцевальную музыку и марши. С 1852 года, после смерти Иоганна Штрауса-старшего, его оркестр чередовался с оркестром Штрауса на придворных балах. Стал очень популярным.
Работал военным капельмейстером. Был также директором военного оркестра.
Автор около 400 музыкальных сочинений: венских танцев и маршей. Написал две оперы: «Der Liebe Opfer» (1844) и «Das Schwert des Königs» (1845); также автор зингшпилей и церковной музыки.